# Eumea marginalis
Eumea marginalis là một loài ruồi trong họ Tachinidae.